# Objaw Homansa
Objaw Homansa – objaw stwierdzany u około 30% chorych z zakrzepicą żył głębokich w obrębie podudzia. Polega na wywołaniu znacznej bolesności w obrębie łydki i dołu podkolanowego podczas grzbietowego zgięcia stopy, przy zachowaniu wyprostowanego kolana. Wynika to z bolesności zmienionych zapalnie żył głębokich przy ich napinaniu. Stwierdzenie tego objawu potwierdza rozpoznanie zakrzepicy żył głębokich kończyn dolnych.
Objaw został opisany przez Johna Homansa w 1934 roku na łamach „New England Journal of Medicine” w artykule Thrombosis of the deep veins of the lower leg, causing pulmonary embolism (Zakrzepica żył głębokich kończyn dolnych przyczyną zatorowości płucnej).
Ze względu na niską specyficzność (39-84%) i czułość (18-48%) oraz niewielkie, ale teoretycznie potencjalne ryzyko oderwania zakrzepu w wyniku przeprowadzania badania powoli odchodzi się od stosowania tego testu oraz nie zaleca się samodzielnego wykonywania w domu.